# Émondeville
Émondeville é uma comuna francesa na região administrativa da Normandia, no departamento Mancha. Estende-se por uma área de 5,37 km². Em 2010 a comuna tinha 359 habitantes (densidade: 66,9 hab./km²).